# Plourin-lès-Morlaix
Plourin-lès-Morlaix é uma comuna francesa na região administrativa da Bretanha, no departamento Finisterra. Estende-se por uma área de 40,94 km². Em 2010 a comuna tinha 4 778 habitantes (densidade: 116,7 hab./km²).